# Sjeng Schalken
Sjeng Schalken (* 8. September 1976 in Weert) ist ein ehemaliger niederländischer Tennisspieler.

## Karriere
Schalken begann 1994 mit dem Profitennis und war von 1996 an Mitglied der niederländischen Davis-Cup-Mannschaft.
Sein sportlich erfolgreichstes Jahr war 2003, als er die ATP-Turniere in Rosmalen und Costa do Sauípe gewann und in der ATP-Weltrangliste am 21. April bis auf Platz 11 vordrang. Ab 2004 litt er an den Nachwirkungen einer Virusinfektion.
2005 versuchte er vergebens, an seine alten Leistungen wieder anzuknüpfen. Im Februar 2006 nahm er bei einem gut besetzten Challenger-Turnier in Bergamo teil und erreichte dort das Halbfinale. Am 29. März 2007 gab Schalken aus gesundheitlichen Gründen seinen Rücktritt vom Profitennis bekannt.

## Erfolge
| Legende (Anzahl der Siege)        |
| Grand Slam                        |
| Tennis Masters Cup                |
| ATP Masters Series                |
| ATP International Series Gold (1) |
| ATP International Series (14)     |

| Titel nach Belag |
| Hartplatz (7)    |
| Sand (4)         |
| Rasen (3)        |
| Teppich (1)      |

### Einzel

#### Turniersiege
| Nr. | Datum             | Turnier              | Belag     | Finalgegner       | Ergebnis                |
| --- | ----------------- | -------------------- | --------- | ----------------- | ----------------------- |
| 1.  | 2. Oktober 1995   | Valencia             | Sand      | Gilbert Schaller  | 6:4, 6:2                |
| 2.  | 8. Januar 1996    | Jakarta              | Hartplatz | Younes El Aynaoui | 6:3, 6:2                |
| 3.  | 18. August 1997   | Boston               | Hartplatz | Marcelo Ríos      | 7:5, 6:3                |
| 4.  | 11. Januar 1999   | Auckland             | Hartplatz | Tommy Haas        | 6:4, 6:4                |
| 5.  | 9. Oktober 2000   | Tokio                | Hartplatz | Nicolás Lapentti  | 6:4, 3:6, 6:1           |
| 6.  | 22. Oktober 2001  | Stockholm            | Hartplatz | Jarkko Nieminen   | 3:6, 6:3, 6:3, 4:6, 6:3 |
| 7.  | 17. Juni 2002     | ’s-Hertogenbosch (1) | Rasen     | Arnaud Clément    | 3:6, 6:3, 6:2           |
| 8.  | 16. Juni 2003     | ’s-Hertogenbosch (2) | Rasen     | Arnaud Clément    | 6:3, 6:4                |
| 9.  | 8. September 2003 | Costa do Sauípe      | Hartplatz | Rainer Schüttler  | 6:2, 6:4                |

#### Finalteilnahmen
| Nr. | Datum            | Turnier    | Belag       | Finalgegner        | Ergebnis      |
| --- | ---------------- | ---------- | ----------- | ------------------ | ------------- |
| 1.  | 22. Oktober 2000 | Shanghai   | Hartplatz   | Magnus Norman      | 4:6, 6:4, 3:6 |
| 2.  | 19. August 2001  | Washington | Hartplatz   | Andy Roddick       | 2:6, 3:6      |
| 3.  | 6. Oktober 2002  | Moskau     | Teppich (i) | Paul-Henri Mathieu | 6:4, 2:6, 0:6 |

### Doppel

#### Turniersiege
| Nr. | Datum            | Turnier          | Belag       | Partner       | Finalgegner                  | Ergebnis      |
| --- | ---------------- | ---------------- | ----------- | ------------- | ---------------------------- | ------------- |
| 1.  | 2. Oktober 1995  | Amsterdam (1)    | Sand        | Marcelo Ríos  | Wayne Arthurs Neil Broad     | 7:6, 6:2      |
| 2.  | 8. August 1999   | Amsterdam (2)    | Sand        | Paul Haarhuis | Devin Bowen Eyal Ran         | 6:3, 6:2      |
| 3.  | 22. Oktober 2000 | Shanghai         | Hartplatz   | Paul Haarhuis | Petr Pála Pavel Vízner       | 6:2, 3:6, 6:4 |
| 4.  | 4. Februar 2001  | Mailand          | Teppich (i) | Paul Haarhuis | Johan Landsberg Tom Vanhoudt | 7:65, 7:64    |
| 5.  | 24. Juni 2001    | ’s-Hertogenbosch | Rasen       | Paul Haarhuis | Martin Damm Cyril Suk        | 6:4, 6:4      |
| 6.  | 22. Juli 2001    | Amsterdam (3)    | Sand        | Paul Haarhuis | Àlex Corretja Luis Lobo      | 6:4, 6:2      |

#### Finalteilnahmen
| Nr. | Datum              | Turnier     | Belag     | Partner         | Finalgegner                           | Ergebnis      |
| --- | ------------------ | ----------- | --------- | --------------- | ------------------------------------- | ------------- |
| 1.  | 20. September 1998 | Taschkent   | Hartplatz | Kenneth Carlsen | Stefano Pescosolido Laurence Tieleman | 5:7, 6:4, 5:7 |
| 2.  | 11. März 2001      | Scottsdale  | Hartplatz | Marcelo Ríos    | Donald Johnson Jared Palmer           | 6:73, 2:6     |
| 3.  | 3. August 2003     | Los Angeles | Hartplatz | Joshua Eagle    | Jan-Michael Gambill Travis Parrott    | 4:6, 6:3, 5:7 |